# Gerfried Hodschar
Gerfried Hodschar (* 24. März 1945) ist ein ehemaliger österreichischer Fußballspieler.

## Sportlicher Werdegang
Hodschar wuchs als Sohn eines aus Maribor stammenden Lokführers und einer Südtirolerin in der Steiermark auf. Der Torwart begann mit dem Fußballspielen bei Sturm Graz, ehe er 1965 zum Lokalrivalen Grazer AK wechselte. Mit dem Klub lief er in der Folge in der Nationalliga auf und avancierte zum österreichischen Nationalspieler. Nachdem er zuvor bei der U-23-Nationalmannschaft das Tor gehütet hatte, debütierte er am 6. September 1967 gegen Ungarn in der A-Auswahlmannschaft. Dabei zog er sich einen Kreuzbandriss zu, kehrte aber im folgenden Frühjahr wieder aufs Spielfeld zurück. Entsprechend stand er im Finalspiel um den ÖFB-Cup 1967/68 auf dem Platz, gegen dem amtierenden Meister SK Rapid Wien ging das Spiel mit 0:2 verloren. Dennoch erreichte der Klub damit den Europapokal der Pokalsieger 1968/69, hier schied die Mannschaft gegen ADO Den Haag zum Auftakt mit zwei Niederlagen aus.
1969 holte GAK mit dem Kroaten Zoran Mišić einen neuen Stammtorhüter. Hodschar wandte sich in der Folge verstärkt seiner Ausbildung in Wien zu und spielte zeitweise für den SC Red Star Penzing in der Wiener Stadtliga. 1972 kehrte er in den erstklassigen Fußball zurück, als er nach dem Abgang des nach Deutschland abgewanderten Dieter Feller neben den ebenso neu verpflichteten Avi Benjamin und Peter Menzel dem Erstligisten Austria Wien anschloss. Ab 1973 spielte er noch für den SV Lebring, ESK Graz, SC Unterpremstätten und den USV Markt Hartmannsdorf parallel zu seiner hauptamtlichen Tätigkeit in der Verwaltung von Steiermark im Amateurbereich.